# Per Åhlin
Per Johan Axel Åhlin (Hofors, 7 de agosto de 1931-Malmö, 1 de mayo de 2023) fue un artista, director de cine de animación, humorista gráfico, ilustrador y guionista sueco. Fue conocido por sus colaboraciones con el dúo de comedia Hasse & Tage y por sus propios proyectos como The Journey to Melonia.

## Vida y carrera
Åhlin comenzó su carrera como artista para la producción de Hasse & Tage Svenska bilder en 1964. Después de eso, ha trabajado en varias otras películas de Hasse & Tage, incluida la gran parte animada Out of an Old Man's Head de 1968 y The Adventures of Picasso de 1978, donde proporcionó y animó las pinturas de Picasso. En 1970 fundó su propio estudio de animación, PennFilm Studio AB, situado en Hököpinge, y desde 2009 ha dirigido ocho películas y varios cortometrajes, incluido Sagan om Karl-Bertil Jonssons julafton, que se transmite por televisión cada Nochebuena en Suecia, Noruega y Finlandia.
En 1975, en la 11.ª edición de los Premios Guldbagge, Åhlin ganó un premio al Logro especial por Dunderklumpen.  En 1990, en la 25ª edición de los Premios Guldbagge, ganó el premio Creative Achievement.
Aunque eventualmente fue más conocido por su trabajo en películas para niños, Åhlin siempre estuvo más interesado en películas para audiencias adultas. Ha comentado las dificultades de hacer películas de animación con temática adulta: “No sé si el problema es de audiencia o de marketing, pero pienso así: si dibujas como Picasso, Doré o Sergel, entonces esas son imágenes que no tienen conexión con el cine. Si luego estuvieran animadas y de repente comenzaran a moverse, ¿se convertirían entonces en una película para niños? ¡No puedo entender esto!" 
Åhlin falleció el 1 de mayo de 2023 en Malmö, a los 91 años de edad.

## Filmografía seleccionada

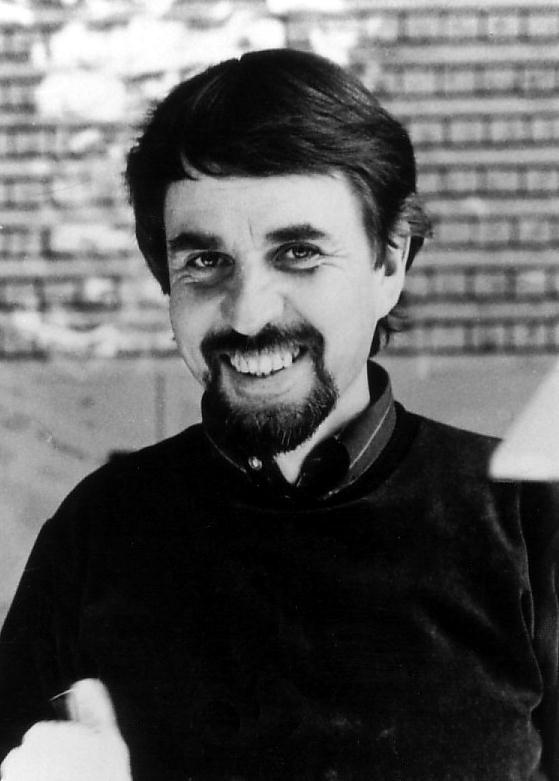
Åhlin, c. 1967.

- Out of an Old Man's Head (I huvet på en gammal gubbe) (1968)
- ¡Dunderklumpen! (1974)
- Sagan om Karl-Bertil Jonssons julafton (1975) cortometraje
- The Journey to Melonia (Resan till Melonia) (1989)
- The Dog Hotel (Hundhotellet) (2000)
- That Boy Emil (2013)

### Proyectos inacabados

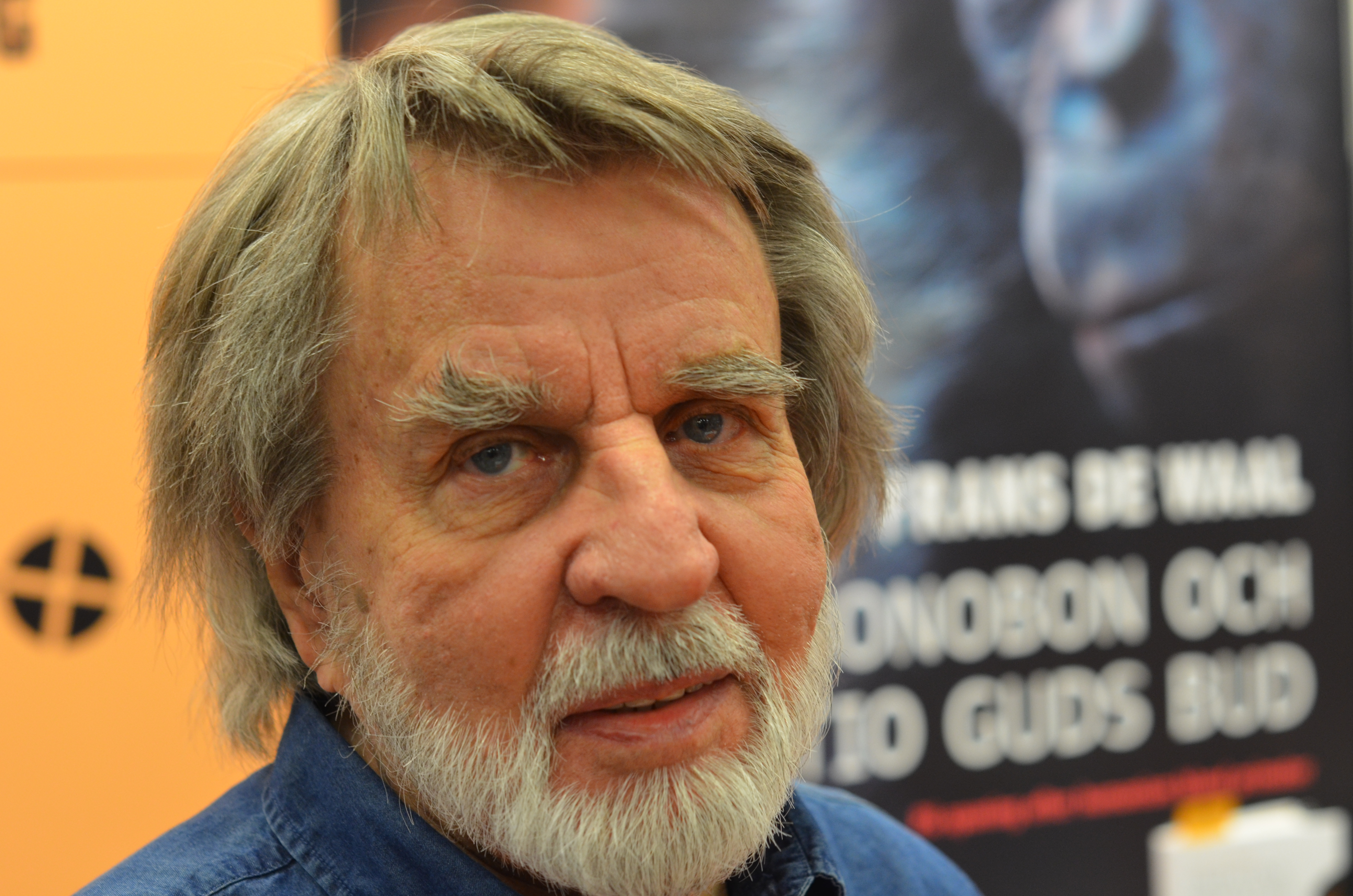
Ahlin en 2013.

Åhlin desarrolló varios filmes que nunca se terminaron debido a la falta de presupuesto o de productores interesados. El proyecto personal de sus sueños, que estuvo en desarrollo desde 1992, es el largometraje Hoffmanns ögon, que está basado en la ópera Los cuentos de Hoffmann de Jacques Offenbach. En 2009, Åhlin dijo que todavía trabajaba ocasionalmente en el proyecto por su cuenta: "Con suerte, puede convertirse en unos minutos que puedan dar remordimientos a los productores potenciales en el futuro". Otras películas inacabadas incluyeron Den magiska saxofonen ("El saxofón mágico"), HC Andersen, y una adaptación de El viento en la luna de Eric Linklater, con guion de Ulf Stark. Los diseños y otros materiales terminados de estos proyectos se han exhibido varias veces en eventos en Suecia.